# Midol
Midol este un brand de medicamente analgezice eliberate fără prescripție medicală comercializate pentru crampele menstruale și alte efecte legate de sindromul premenstrual și menstruație. Diverse sub-mărci sunt formulate utilizând diferite ingrediente active. Midol este distribuit de Bayer.
Midol a fost vândut inițial în 1911 ca un remediu pentru dureri de cap și de dinți, considerat mai sigur deoarece nu utiliza narcoticele utilizate în mod obișnuit la acea vreme. A fost apoi promovat ca un remediu pentru sughiț, afirmând că controlează spasmele, iar în cele din urmă ca un remediu pentru crampele menstruale și balonarea. O formulare vândută în anii '80 a fost făcută cu cinnamedrina, un simpatomimetic. S-a raportat că aceasta are potențial de abuz ca agent supresor al apetitului și simpatomimetic.
Formula "Midol Complete" constă în:
- Acetaminofen 500 mg (calmante pentru durere)
- Cofeină 60 mg (stimulant)
- Pirilamin maleat 15 mg (antihistaminic)

Formula "Extended Relief" constă în:
- Sodiu naproxen 220 mg (AINS, calmant pentru durere/reduceri de febră)

Formula "Teen" constă în:
- Acetaminofen 500 mg (calmante pentru durere)
- Pamabrom 25 mg (diuretic)

Formula "Liquid Gels" constă în:
- Ibuprofen 200 mg (AINS, calmant pentru durere)

Formula "PM" constă în:
- Acetaminofen 500 mg (calmante pentru durere)
- Citrata de difenhidramină 38 mg (antihistaminic sedativ)

Există îngrijorări cu privire la medicamente precum Midol, care este un AINS, crescând riscul de sângerare, daune renale și are alte efecte negative asupra sistemului cardiovascular.